# Korpási Bálint
Korpási Bálint (1987. március 30. –) magyar kötöttfogású birkózó. A BVSC sportolója.

## Sportpályafutása
A 2016-os birkózó világbajnokságon aranyérmet szerzett kötöttfogásban a 71 kg-os súlycsoportban.  A 2017-es birkózó világbajnokságon bronzérmet szerzett 71 kg-os súlycsoportban. A 2017-es birkózó Európa-bajnokságon aranyérmet szerzett 71 kg-ban, a 2018-as birkózó Európa-bajnokságon és a 2016-os birkózó Európa-bajnokságon egy-egy bronzérmet nyert 72, illetve 71 kilogrammban. A 2015-ös Európa-Játékokon ezüstérmet nyert a 71 kg-os súlycsoportban. A 2017-es felnőtt birkózó világbajnokság selejtezőjében az osztrák Benedikt Puffer volt ellenfele, akit 9–0-ra, technikai tussal vert. Következő ellenfele a szlovák Leos Drmola volt, akit 10–0-ra legyőzött. A negyeddöntőben az egyiptomi Mahmud Ganemet 3–2-re verte. Aztán a kazah ellenfele verte 1–1-re. A bronzmérkőzést az orosz Adam Kurak ellen játszotta, melyet a magyar 2–1-re nyert, így bronzérmes lett.
A 2018-as birkózó-világbajnokságon a selejtezőben ellenfele a 72 kg-osok selejtezői során az azeri Tarik Aziz Benaissza volt. A mérkőzésére 2018. október 25-én került sor. A magyar 11–0-ra győzött. A negyeddöntőben a brazil Joilson de Brito Ramos Junior volt az ellenfele, akit 8–0-ra vert.
Az elődöntőben a bolgár Aik Mnacakanjant verte meg 4–1-re, azonban a döntőben 2–1-re kikapott a címvédő német Frank Stäblertől.
A 2019-es birkózó-világbajnokságon bronzérmet szerzett 72 kilogrammban. A tokiói olimpián 67 kilogrammban az első fordulóban kikapott az örmény Karen Aszlanjantól.
2022 februárjában a Dorogi AC sportmenedzsere lett.Jelenleg a csepeli Kozma István Birkózóakadémia kötöttfogású edzője.